# Parvina Samandarova
Parvina Samandarova (en ouzbek : Parvina Asad qizi Samandarova), née le 7 avril 2001, est une judokate handisport ouzbèke, concourant dans la catégorie des -57 kg. Après une troisième place mondiale en 2018, elle est sacrée vice-championne paralympique en 2021.

## Carrière
En 2018, elle est médaillée de bronze aux Jeux paraasiatiques en -63 kg puis remporte le même médaille aux Mondiaux en -57 kg.
Aux Jeux paralympiques d'été de 2020, elle bat en quarts la Japonaise Junko Hirose puis la Brésilienne Lúcia Teixeira en demie pour ensuite s'incliner en finale face à l'Azerbaïdjanaise Sevda Valiyeva et remporte l'argent.

## Palmarès
| Date | Compétition           | Lieu     | Place |
| ---- | --------------------- | -------- | ----- |
| 2018 | Championnats du monde | Odivelas | 3e    |
| 2018 | Jeux para-asiatiques  | Jakarta  | 3e    |
| 2021 | Jeux paralympiques    | Tokyo    | 2e    |